# Bismarck-Denkmal (Leipzig)

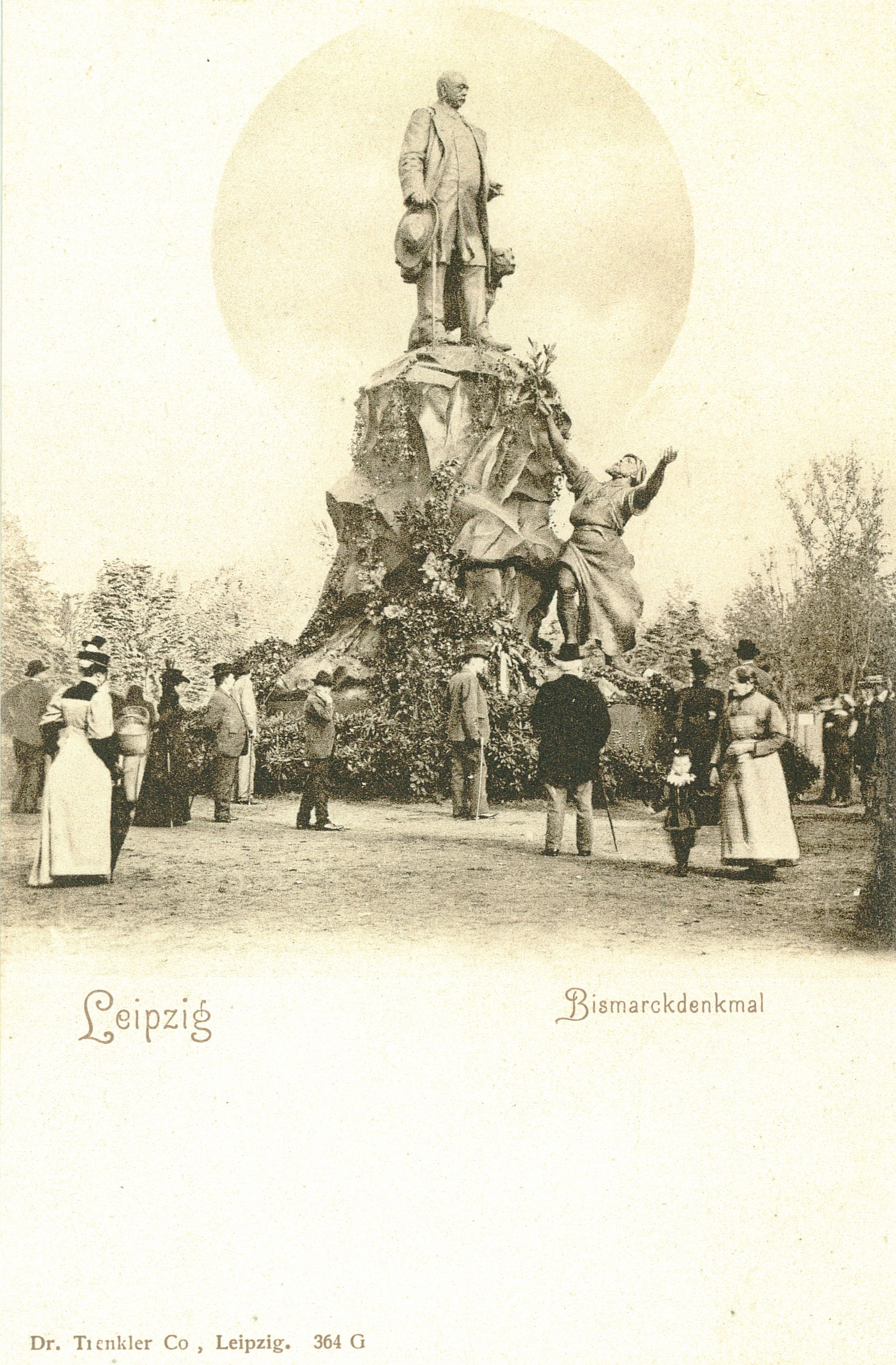
Bismarck-Denkmal in Leipzig auf einer Postkarte, um 1900

Das Leipziger Bismarck-Denkmal war ein Monument zu Ehren des Reichskanzlers Otto von Bismarck (1815–1898), das von 1895 bis etwa 1948 in verschiedenen Ausführungen und an verschiedenen Orten in Leipzig aufgestellt war. Die meiste Zeit war dieses Denkmal, das durch die Bildhauer Adolf Lehnert (1862–1948) und Josef Mágr (1861–1924) entworfen und gestaltet wurde, im Johannapark zu besichtigen.

## Gestaltung

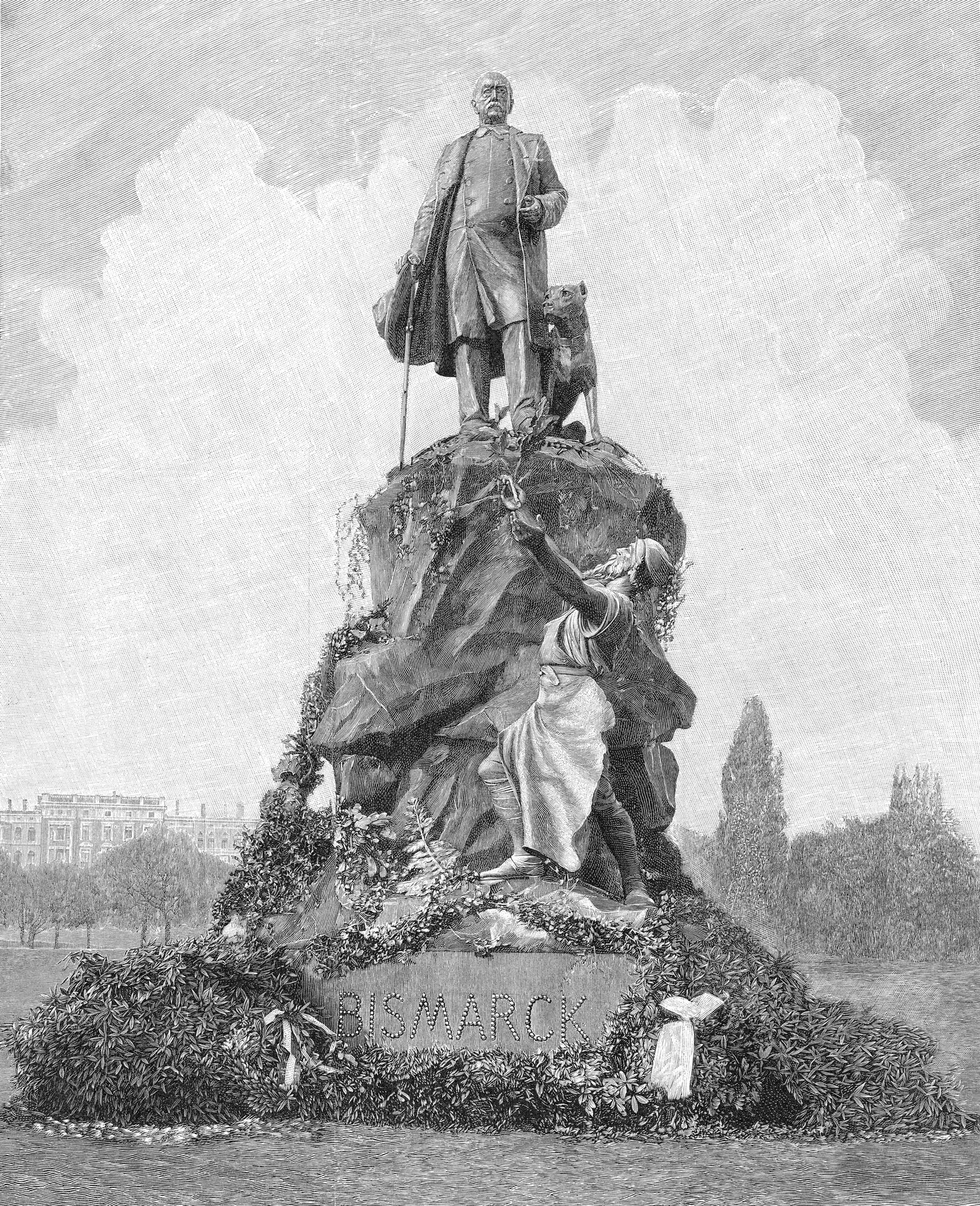
Das Bismarck-Denkmal in seiner endgültigen Form. Stich nach einer Fotografie von 1897

Der etwa 6 Meter hohe Sockel aus Beton wurde ab einer Höhe von ungefähr einem Meter in Form einer steil aufragenden Felsklippe gestaltet, an der sich auf der linken Seite Eichengeäst emporrankte. Ein von Mágr gestalteter eiserner Schmied, der an der Vorderseite rechts neben dem Felsen stand, reichte mit weit ausgebreiteten Armen dem auf dem Sockel stehenden Bismarck einen Lorbeerkranz. Die Figur des Schmiedes nahm allegorisch Bezug auf Bismarck als „Schmied des Deutschen Reiches“.
In der ersten Version des Denkmals, das 1895 auf dem Augustusplatz enthüllt wurde, stellte die in einfachem Gewand gekleidete Person des Schmiedes zuvor einen Jüngling dar, der den zweiten Arm ohne Lorbeerkranz nicht zu Bismarck emporhob.
Der Grundriss des Sockels war quadratisch und trug – offenbar in Anspielung auf die Leipziger Ehrenbürgerschaft Bismarcks von 1871 – die Inschrift „UNSERM GROSSEN MITBÜRGER – DIE STALAKTITEN“. Ab 1897 war stattdessen auf der Vorderseite der punktiert angebrachte Schriftzug „BISMARCK“ und auf der Rückseite „1897“ zu sehen. Nach seiner endgültigen Aufstellung im Johannapark wurden rund um den Sockel kleinere Bäume und Sträucher angepflanzt, umrahmt von einem aus Ästen in Beton angefertigtem niedrigen Zaun.
Die Statue von Bismarck selbst, von Lehnert aus Bronze gestaltet, wurde auf dem Sockel stehend mit einem offenen zivilen Mantel dargestellt. Der rechte Arm Bismarcks stützte sich auf einen Spazierstock, in der Hand selbst hielt er außerdem einen Hut. Der andere Arm war angewinkelt nach vorn gerichtet. Links zu Füßen Bismarcks saß ein Reichshund, die Dogge Tyras II.
Die Gesamthöhe des Denkmals betrug etwa 9 bis 10 Meter (geschätzt nach historischen fotografischen Aufnahmen).

## Geschichte

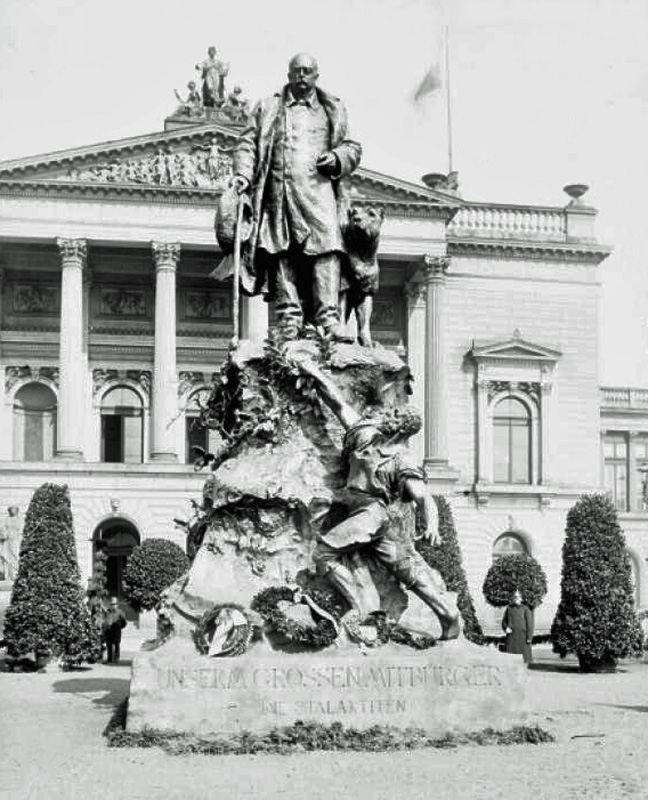
Das erste Bismarck-Denkmal von 1895 auf dem Augustusplatz (Fotografie von Hermann Walter)

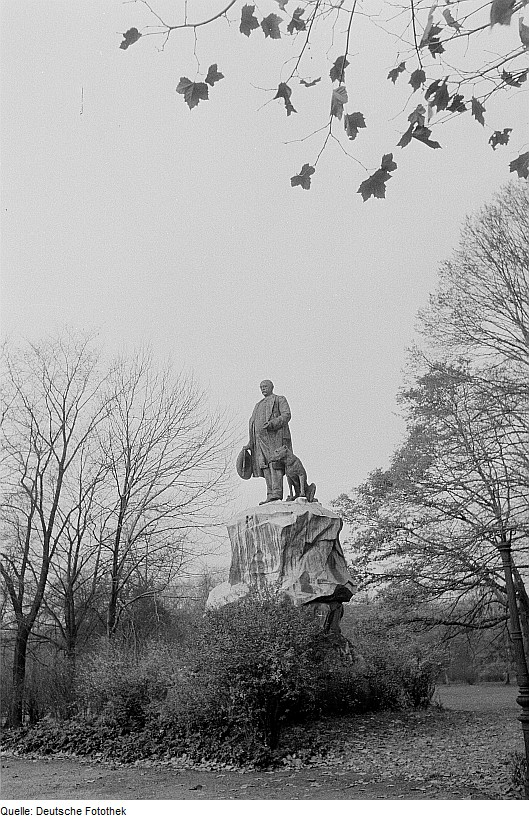
Letzte bekannte Aufnahme des Bismarck-Denkmals im Johannapark (1948)

Anlässlich des 80. Geburtstages von Otto von Bismarck, bis 1890 Reichskanzler des Deutschen Reiches, initiierte die 1894 in Leipzig gegründete literarisch-künstlerische Vereinigung Stalaktiten im Jahr 1895 einen Spendenaufruf zur Errichtung eines Denkmals für Bismarck. Innerhalb kurzer Zeit standen so viele finanzielle Mittel zur Verfügung, dass es bereits in der Nacht zum 1. April des Jahres, dem 80. Geburtstag, auf dem Augustusplatz vor dem Neuen Theater feierlich enthüllt werden konnte, allerdings vorerst in Form einer bronzierten Gipsfassung und in abweichender Form des Sockels und anderer Beschriftung. Schnell fand die Präsentation des Denkmals großen Zuspruch innerhalb der Leipziger Bevölkerung. Für den endgültigen Platz wurde von Seiten der Stadt Leipzig der Johannapark am nordwestlichen Rand des Musikviertels vorgeschlagen.
Hier wurde das Denkmal in gegenüber dem auf dem Augustusplatz vorgestellten Monument in abgewandelter Form am 18. Oktober 1897 feierlich eingeweiht, wo es in dieser Form für die nächsten Jahrzehnte bestand. Der 18. Oktober war der Jahrestag der Völkerschlacht und ein Tag vor der Schließung der Sächsisch-Thüringischen Industrie- und Gewerbeausstellung, deren Haupteingang dem Denkmal schräg gegenüberlag.
1942 wurde die von Mágr gestaltete und etwa 1.260 Kilogramm wiegende Figur des Schmiedes im Rahmen der Aktion „Metallspende für den Führer“ demontiert und für Zwecke der Waffenproduktion der Nationalsozialisten im Zweiten Weltkrieg eingeschmolzen. Das Denkmal selbst überstand die Bombenangriffe auf Leipzig im Zweiten Weltkrieg. Ende der 1940er Jahre wurde zunächst das Monument durch unbekannte Hand umgestürzt und kurze Zeit später endgültig beseitigt. An dem Platz, an dem sich das Leipziger Bismarck-Denkmal befand, ist seit 1967 die von Walter Arnold (1909–1979) entworfene Plastik für Clara Zetkin (1857–1933) zu finden.

## Wissenswertes
- Außer dem Bismarck-Denkmal gibt es seit 1915 auch einen Bismarckturm im Leipziger Ortsteil Lützschena-Stahmeln.
- 1915 stand für etwa 14 Tage der Entwurf eines zweiten Bismarck-Denkmals vor dem Neuen Rathaus.